# Kelen Péter
Kelen Péter (Budapest, 1950. július 27. –) Kossuth-díjas magyar operaénekes (tenor), érdemes és kiváló művész. Bátyja Kelen Tibor (1937–2001) operaénekes, kántor.

## Életpályája
Apai nagyapja rabbi volt, apja kereskedő. Anyai ágon kántorcsaládból származik, két testvére is ezt a hivatást választotta (Kálmán Tamás, Klein Ervin).
A Bartók Béla Zeneművészeti Szakközépiskolában Feleki Rezső növendéke volt. Az 1972–73-as évadban a Magyar Állami Operaház ösztöndíjasa, majd 1973-tól magánénekese. Első főszerepe Oronte volt a Lombardokban. 2000-ben „örökös tag” címmel ismerte el művészetét az intézmény. 2007-ben vonult vissza. Búcsúfelléptén Cavaradossit énekelte Puccini Toscájában.
Lírai és spinto-tenor szerepekben rendszeresen fellépett Európa operaszínpadain. Többször vendégszerepelt a milánói La Scalában, valamint a Bécsi Állami Operában. Oratóriuménekesként is rendszeresen pódiumra lépett. A lemezfelvételektől tartózkodó tenor hangját csak néhány korong őrzi.
Kezdeti, időnkénti elfogódottságán hamar túljutott és tökéletesen uralta a színpadot. Zeneileg és színészileg tökéletes alakításokat nyújtott. Nevezetessé vált arról is, hogy sohasem ad interjút és kerül minden, az előadásokon kívüli nyilvánosságot.

## Színházi szerepei
- Verdi: Macbeth....Malcolm
- Puccini: Turandot....Altoum császár
- Wagner: A nürnbergi mesterdalnokok....Moser
- Szokolay Sándor: Sámson....Eskon
- Verdi: Az álarcosbál....Szolga; Riccardo gróf; III. Gusztáv
- Verdi: Don Carlos....Lerma gróf; Don Carlos
- Mozart: Don Juan....Don Ottavio
- Monteverdi: Odüsszeusz hazatérése....Télemakhosz
- Verdi: Traviata....Germont Alfréd
- Muszorgszkij: Borisz Godunov....Bolond
- Verdi: Rigoletto....A mantuai herceg
- Puccini: Bohémélet....Rodolphe
- Csajkovszkij: Anyegin....Lenszkij
- Erkel Ferenc: Hunyadi László....V. László; Hunyadi László
- Balassa Sándor: Az ajtón kívül....Isten
- Donizetti: A szerelmi bájital....Nemorino
- Puccini: Gianni Schicchi....Rinuccio
- Offenbach: Hoffmann meséi....Hoffmann
- Bizet: Carmen....Don José
- Verdi: A lombardok az első keresztes hadjáratban....Oronte
- Puccini: Pillangókisasszony....Pinkerton F. B.
- Massenet: Werther....Werther
- Gounod: Faust....Faust
- Puccini: Manon Lescaut....René Des Grieux
- Srtauss: A rózsalovag....Énekes
- Gounod: Rómeó és Júlia....Rómeó
- Verdi: A végzet hatalma....Don Alvaro
- Donizetti: Lammermoori Lucia....Ravenswood Edgardo
- Balassa Sándor: Karl és Anna....Karl
- Verdi: A trubadúr....Manrico
- Puccini: Tosca....Cavaradossi

## Filmjei
- Gianni Schicchi (1975)
- Operabarátok (1976)
- Hoffmann meséi (1984)

## Díjai
- Érdemes művész (1981)
- Kiváló művész (1989)
- Melis György-díj (1995)
- Kossuth-díj (1997)
- Prima díj (2009)
- Sudlik Mária-emlékdíj (2015)[2][3]
- A Magyar Állami Operaház Mesterművésze (2010)